# Itamar Borges
Itamar Francisco Machado Borges (Santa Fé do Sul, 21 de dezembro de 1969) é um advogado e político brasileiro, filiado ao Movimento Democrático Brasileiro (MDB). Deputado estadual em quarto mandato e esteve como Secretário de Agricultura e Abastecimento do Estado de São Paulo entre 2021 e 2022.

## Biografia
Elegeu-se vereador em sua cidade natal, Santa Fé do Sul, muito jovem, aos 20, e na sequência prefeito com apenas 24. Administrou o município por três mandatos: 93/96, 01/04 e 05/08. Foi eleito por duas vezes Prefeito Empreendedor pelo Sebrae.
Em 2010, Itamar Borges foi eleito deputado estadual em São Paulo para a 17ª legislatura (2011-2014) com 79.195 votos e reeleito em 2014 com 99.558 votos.  Em 2018, venceu a eleição com 82.185 votos  e em 2022 foi reeleito deputado estadual com 183.480 votos.
Líder do MDB na Assembleia Legislativa, licenciou-se do cargo de deputado para assumir como secretário da Agricultura de São Paulo entre 2021 e 2022.